# دیوید برمودو
دیوید برمودو روبیو (انگلیسی: David Bermudo؛ زادهٔ ۱۴ ژانویهٔ ۱۹۷۹) بازیکن فوتبال اهل اسپانیا است که در پست دفاع چپ بازی می‌کرد.
برمودو در سانتا کلما د گرامنت، استان بارسلون، کاتالونیا متولد شد، وی در دوران جوانی از طریق سیستم جوانان غول‌های محلی باشگاه بارسلونا در لا ماسیا ناموفق ظاهر شد، در سال ۲۰۰۱ رفت و با تنریف قرارداد بست و تازه‌نفس به لالیگا بازگشت.
وی همچنین در تیم‌های ملی فوتبال زیر ۲۰ سال اسپانیا و زیر ۲۱ سال اسپانیا بازی کرده‌است.